# غزو صقلية (753)

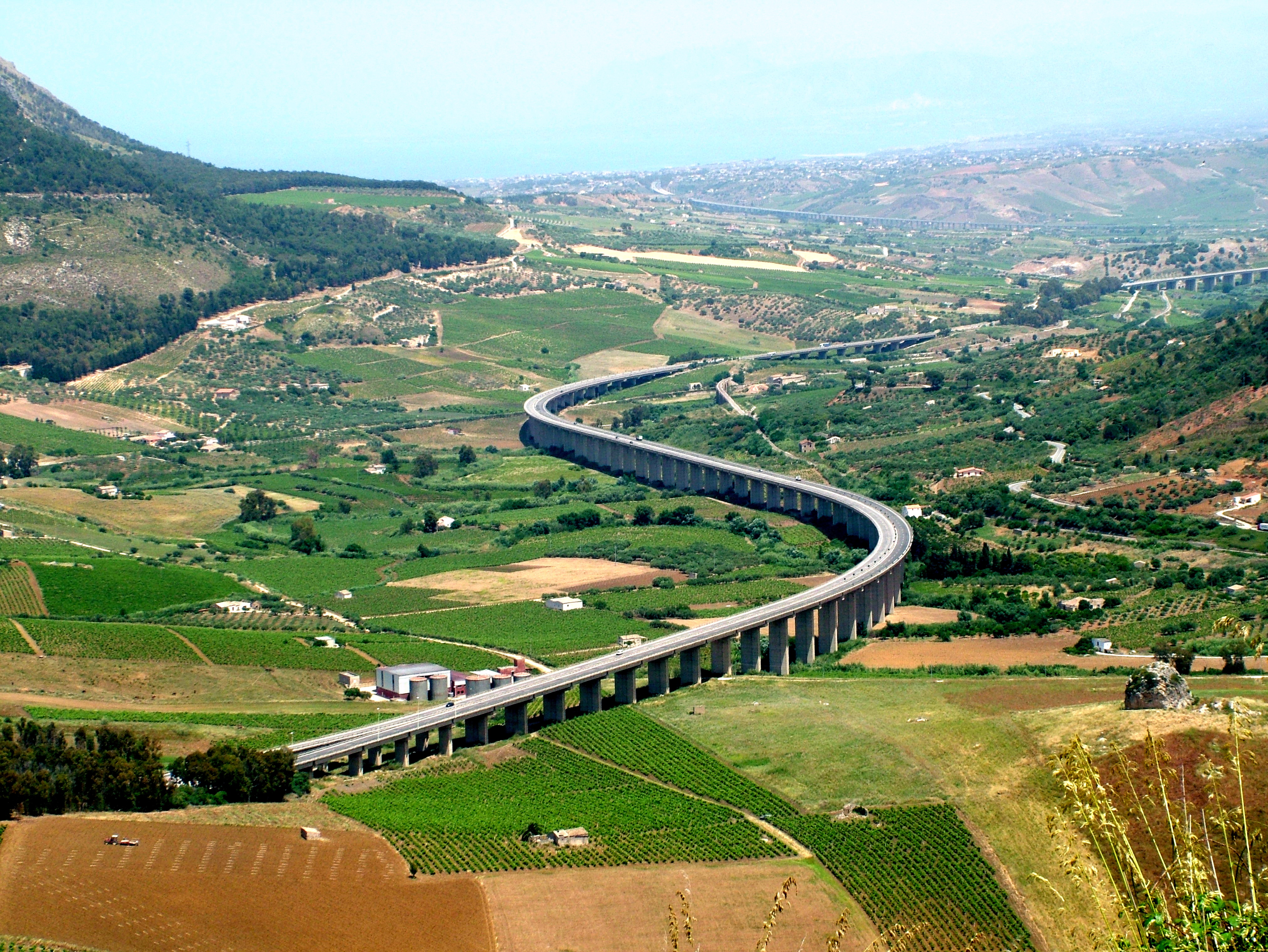
صورة حديثة تظهر أحد المناطق الريفيَّة في جزيرة صقلية (في إيطاليا المُعاصرة)

غزو جزيرة صقلية (135هـ / 753م)، هو غزو قاده عبد الله بن حبيب على جزيرة صقلية في عهد الخلافة العبَّاسية.
في سنة 135هـ / 753م، قاد عبد الله بن حبيب حملة عسكرية على جزيرة صقلية، إذ تمكن من الاستيلاء على الأموال وأسر العديد من السكان المحليين. ومع ذلك، لم يتمكن من الاستمرار في حملته نظرًا لانشغال ولاة إفريقية بالفتنة مع البربر، مما اضطره إلى الخروج سريعًا. بعد انسحاب المسلمين، استغل الرُّوم الفرصة لتعزيز دفاعاتهم في الجزيرة، فأعادوا بناء الحصون والمعاقل في مختلف أنحاء صقلية، وبدأوا بإرسال مراكب سنوية لحماية سواحل الجزيرة. وفي بعض الأحيان، كانوا يهاجمون التجار المسلمين الذين يمرون بالقرب من الجزيرة، مما أثر على التجارة البحرية في المنطقة.

### فهرس المنشورات
1. ↑  ابن الأثير (2005)، ص. 789.

### معلومات المنشورات كاملة
الكتب مرتبة حسب تاريخ النشر
- ابن الأثير الجزري (2005)، الكامل في التاريخ، مراجعة: أبو صهيب الكرمي، عَمَّان: بيت الأفكار الدولية، OCLC:122745941، QID:Q123225171